# جورج تروفيموف
العقيد جورج تروفيموف (9 مارس 1927 - 19 سبتمبر 2014)، أمريكي من أصل روسي، كان ضابطًا بالمخابرات العسكرية الأمريكية، وأُدين في محكمة أمريكية فدرالية بالتجسس في سبعينيات وثمانينيات القرن الماضي لصالح الاتحاد السوڤييتي، وحُكِم عليه في 27 سبتمبر 2001 بالسجن مدى الحياة. هو أعلى مَن اتُّهموا وأدينوا بالتجسس رتبةً في التاريخ العسكري الأمريكي كله.

## خلفية
وُلد جورج تروفيموف في برلين الألمانية في 9 مارس 1927. كان جده لأبيه (فلاديمير إيفانوفيتش تروفيموف، عميد بأركان حرب الجيش الإمبراطوري الروسي) قد اعتقلته تشيكا (هيئة الطوارئ الروسية لمكافحة الثورة المضادة والتخريب) وأعدمته رميًا بالرصاص في 1919. وأما أبوه فلاديمير فلاديميروفيتش تروفيموف، فالتحق بِأكاديمية فَيْلق باج العسكرية، وفي الحرب الأهلية الروسية خدم برتبة رائد في الجيش الأبيض المعادي للشيوعية. وأما أمه إيكاترينا كارتالي، فكانت عازفة بيانو مسرحية ناجحة قبل زواجها بالرائد تروفيموف في 1926.
وقَع الرائد تروفيموف بعد وفاة زوجته في 1928 في فقر مدقع، فنقل رعاية ابنه مؤقتًا إلى فلاديمير شارافوف وزوجته أنتونينا اللذين كانا من رفاقه «المهاجرين البيض». كان لأنتونينا ابن من زواج سابق، هو إيجور فلاديميروفيتش سوزميل، وكان تروفيموف حتى في كُهولته يشير إليه بـ«أخي».
في 1943 تزوج فلاديمير تروفيموف ثانية، وارتد ابنه إلى رعايته هو وزوجته الجديدة. لكن سرعان ما اضطَرت العائلةَ إلى الانفصال مرة أخرى غاراتُ الحلفاء الجوية على برلين، ولم يجتمعوا ثانية إلا في 1949، حين صار جورج تروفيموف ضابطًا أمريكيًّا مكلَّفًا باحتلال ألمانيا.
في خريف 1944 أُمر جورج تروفيموف بالتجنُّد في الجيش الألماني (أو «الهِير» كما يُشار إليه عادة)، فلم يمتثل، وفرّ إلى تشيكوسلوفاكيا المحتلة، وبقي مختبئًا قرب بيلزن حتى نهاية الحرب العالمية الثانية. بعدئذ فر من زحف الجيش السوڤييتي إلى المنطقة الألمانية الواقعة تحت سيطرة أمريكا حينئذ.
عمل تروفيموف مترجمًا لصالح الجيش الأمريكي، ثم شق طريقه إلى باريس بصورة غير قانونية. بينما كان في باريس، احتضنه مَن كانوا هناك من المهاجرين البيض، وكان كثير منهم يعرفون أباه وجده. بُعَيْد ذلك سعى تروفيموف للهجرة إلى الولايات المتحدة بكفالة «جمعية الأصدقاء الدينية»، وفي ديسمبر 1947 استقل طائرة رحلات تابعة للخطوط الجوية الملكية الهولندية، راحلًا من أمستردام إلى نيويورك.
في 1948 عُين تروفيموف في الجيش الأمريكي، وفي 1953 عُين ضابطًا مكلَّفًا في الجيش الأمريكي الاحتياطي، وفي 1956 سُرِّح تسريحًا شرفيًّا من الخدمة العملية، وفي 1987 تقاعد عن الجيش الأمريكي الاحتياطي برتبة عقيد. بين 1959 و1994 عمل تروفيموف مع الجيش الأمريكي موظفًا مدنيًّا في المخابرات العسكرية، ومعظم خدمته كان في مملكة لاوس وألمانيا الغربية.

## التجسس

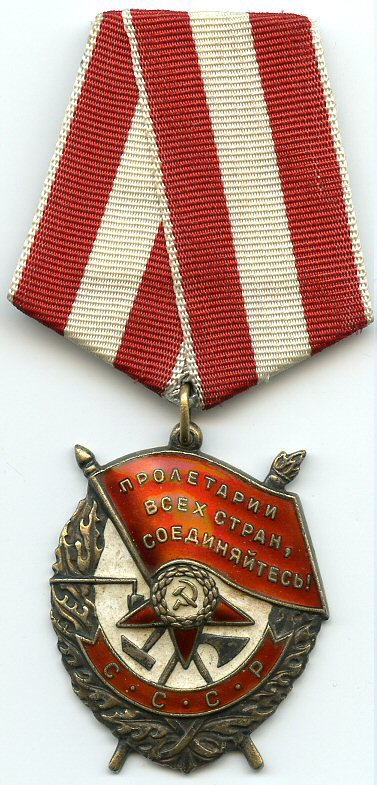
وسام الراية الحمراء السوفيتي

كان تروفيموف طوال خدمته في الجيش الأمريكي حاملًا تصريح «سري» و«سري للغاية». في 1969 صار قائد عناصر الجيش الأمريكي في مركز الاستجواب المشترك (مركز لاستجواب اللاجئين والهاربين من الاتحاد السوڤييتي وغيره من دول حلف وارسو، وكان يشترك في إدارته مخابرات أمريكا وفرنسا وألمانيا الغربية)، وصار بوسعه الوصول إلى كل ما في المركز من معلومات سرية، سواء كانت تصدر من مخابرات الجيش الأمريكي أم ترسَل إليها.
تنص عريضة اتهام تروفيموف على أنه بعد ترقيته إلى رئاسة عناصر الجيش الأمريكي في مركز الاستجواب المشترك، تَجدد اتصاله بأخيه في التربية إيجور سوزميل. كان سوزميل قد صار أسقفًا وراهبًا قسيسًا في الكنيسة الروسية الأرثوذكسية، تحت الاسم الرهباني إيريني. وبعدما علم أن تروفيموف ينقصه المال من زمان، «جنّده لصالح الكي جي بي (المخابرات السوفيتية)». كما تنص العريضة أنْ كان للكي جي بي عدة معاوِنين مشابهين بين رجال دين الكنيسة الروسية الأرثوذكسية، في الاتحاد السوڤييتي وخارجه.
في ذلك الوقت كان إيريني أسقفًا مساعدًا في ميونيخ وألمانيا الغربية، لكنه لاحقًا في 1975 صار مَطران فيينا والنمسا، واستمر في هذا المنصب حتى مات في 1999.

بدءًا من الستينيات أخذ تروفيموف يقابل المطران كثيرًا، وجمعتهما علاقة شخصية وطيدة. في 1999 قال تروفيموف في محادثة له مع عميل متخفٍّ تابع للإف بي آي (مكتب التحقيقات الفيدرالي) واصفًا تجنيده:
«كان في السبعينيات. لم يكن رسميًّا بحتًا، فلا صور، مجرد كلام. كان يسألني عن شيء فأجيب، معلومات شفوية. وكان يسألني بضعة أسئلة عن الأحداث الجارية، ويكون الكلام بيننا عاديًّا في الأول، ثم يسألني عن رأيي في هذا وذاك، وربما سألني بعدئذ عن رأي وحدتي أو رأي الحكومة الأمريكية».
وعندما سُئل تروفيموف: أجَعلتْه تصرفات الأسقف إيريني يشتبه فيه أم لا، أجاب:
«في البداية لا. أنا قلت له إني محتاج إلى مال، وإن زوجتي ابتاعت بعض الأثاث ولا أستطيع دفع ثمنه ولا أعرف السبيل إلى أي مال، فقال: ‹أقول لك، سأقرضك إياه›. أعطاني 5,000 مارك أظن، ولم يكن هذا حينئذ كافيًا، لأني كنت محتاجًا إلى أكثر، فقلت له بعد 3-4 أسابيع ‹لازم أن تساعدني ثانية، وسأرد إليك ما أعطيتَنيه متى استطعتُ›، وانتهى الأمر. بعدئذ كلمني مرتين شابَهتَا المرة الأولى، ثم جاء فقال ‹أقول لك، ليس لي عندك مال، وإذا احتجتَ إلى مزيد فأنا لها. لا تهتم. كل ما سيكون عليك هو الحصول على بضعة أشياء›، وهكذا بدأ الأمر».
في 1999 تباهى العقيد تروفيموف بأنه روتينيًّا ما كان يُهرِّب كل وثيقة سرية يسعه الحصول عليها إلى المنزل لتصويرها بكاميرة خاصة لها حامِل ثلاثي القوائم. كان الفيلم يُعطى إلى عملاء للكي جي بي في لقاءات في النمسا، لكن تروفيموف (الذي كان اسمه الحركي: ماركيز) لم يكن يحصل على ماله إلا من المَطران إيريني على حد قول أوليج كالوجين، الفريق الأول السابق بالكي جي بي. جاء في عريضة اتهام تروفيموف أيضًا أنه كثيرًا ما سافر إلى النمسا لمقابلة إيريني وغيره من عملاء الكي جي بي.
علاوة على ذلك كان تروفيموف -على حد اعترافه- يحصل من المَطران إيريني على راتب أسبوعي قدره 7,000 مارك ألماني. كانت المدفوعات دائمًا ورقات نقدية قديمة، وعندما احتاج تروفيموف إلى مال أكثر لتسديد عربون منزله، «سافر المطران إلى وسيطه في موسكو» وعاد بـ90,000 مارك ألماني، أي ما كان قيمته 40,000 دولار أمريكي حينئذ.
في 2001 شهد الفريق الأول كالوجين بعد القَسَم على أنه دعا المطران إيريني في 1978 إلى زيارة منزله الروسي، وقال عنه «أبلى بلاء حسنًا، لا سيما في تجنيد ماركيز، فأردت شكره على ما أبلى».
في 1999 أوضح تروفيموف أن المطران إيريني أمره في 1987 بإيقاف تجسسه لصالح الكي جي بي، مضيفًا «أمرني بتدمير الكاميرة، فهشمتها بمطرقة ورميتها في قمامة بعيدة جدًّا».
زعم مكتب الشرطة الجنائية الفدرالي الألماني ومكتب التحقيقات الفيدرالي الأمريكي والمدّعون العوام الفدراليون أن تروفيموف حصل على 250,000 دولار على مدى مسيرته الجاسوسية. وقال كالوجين إنه كُرّم بوسام الراية الحمراء الذي وصفه بـ«أعلى وسام عسكري في الاتحاد السوڤييتي للخدمات الخطيرة الجديرة بالتقدير»، مضيفًا بعد هذا «هو على كل حال استحق الوسام لما عمله لنا».

## اعتقاله في ألمانيا
في 1992 انشق أمين أرشيف في الكي جي بي يُدعى فاسيلي مِتروخين، وسافر إلى المملكة المتحدة حاملًا آلاف الأوراق السرية والملاحظات المكتوبة يدويًّا عن عمليات الكي جي بي في الداخل والخارج. شملت معلومات الرائد متروخين دليلًا على أن عميلًا اسمه الحركي «ماركيز» كان مخترِقًا مركز استجواب الناتو من زمان، وسلّم تسجيلات من الكي جي بي توضح أن وثائق سرية تتعدى 80 مجلدًا (50,000 صفحة) اغتُنمت على مدى 25 سنة. لم يكن مع متروخين اسم العميل، لكنه استطاع رسم صورة مبهمة للخائن. يُضاف إلى هذا أن ملفات السوڤييت التي سلمها وصفت العميل بأنه «ضابط مخابرات أمريكية قديم»، ووصفت المرسال الذي حمل الأسرار إلى الكي جي بي بأنه «رجل دين» أرثوذكسي روسي.
في 14 ديسمبر 1994 قُبض على العقيد تروفيموف والمطران إيريني استنادًا إلى الصورة السابق ذكرها، واستجوبتهما الشرطة الجنائية الفدرالية الألمانية. في الحجز علم تروفيموف من قائده أن تصريحه الأمني ومعاشه أُلغِيا. بُعَيْد هذا مثل تروفيموف وإيريني أمام الدكتور برنهارت بوده (قاض بمحكمة العدل الفدرالية الألمانية) في جلسة استماع تمهيدية. اعترف المطران إيريني في الجلسة بأنه أقرض تروفيموف مالًا، لكنه أنكر صلته بالكي جي بي. ومع ذلك أقر بأن «الكي جي بي كان في كل مكان، حتى الكنيسة»، وبوجود «علاقة شخصية قوية جدًّا» بينه وبين مدبرة منزله جودولا ووكر.